# Большерусаковское сельское поселение
Большерусаковское сельское поселение — муниципальное образование в Кайбицком районе Татарстана.
Образовано в соответствии с законом Республики Татарстан от 31 января 2005 г. № 25-ЗРТ «Об установлении границ территорий и статусе муниципального образования „Кайбицкий муниципальный район и муниципальных образований в его составе“ (с изменениями от 29 декабря 2008 г.)».
Адрес администрации: 422325, РТ Кайбицкий район, с. Большое Русаково, ул. Зиганшина д. 57.
Большерусаковское сельское поселение граничит с Кушманским, Муралинским сельскими поселениями и Апастовским муниципальным районом.

## Населённые пункты
- село Большое Русаково — административный центр
- село Бушанча
- село Малое Русаково
- деревня Чукри-Аланово

## Население
| 2010 | 2011 | 2012 | 2013 | 2014 | 2015 | 2016 |
| ---- | ---- | ---- | ---- | ---- | ---- | ---- |
| 588  | ↘587 | ↘568 | ↘546 | ↘539 | ↘529 | ↘506 |
| 2017 | 2018 |      |      |      |      |      |
| ↘497 | ↘483 |      |      |      |      |      |